# チェイスタグ
チェイスタグは、イギリス発祥の鬼ごっこ競技である。

## 発祥

### 起源
イギリスのクリスチャン・ダミアン兄弟が自宅にあるベンチやブロック、ゴミ箱などを障害物にした鬼ごっこをして楽しみ、「競技化できるのでは？」と考えたのが始まりとされている。

### 各国での普及
- 2017年、ワールドチェイスタグ（英語版）として世界大会にまで及ぶ。
- 日本では2018年大晦日放送のテレビ番組『元日決戦!フジヤマ～肉体派芸能人16人が集結!チェイスタグ予選大会SP～』が話題の口火を切ったとされている[要出典]。

## ルール

### 主なスタイル
チームチェイスオフ
- 2チームで行うチーム戦。1チームは最大で6名。
- 1ゲームは数セットで行われ、何チェイスで1セットとするかをゲーム開始前に合意する。(通常は10～16チェイスで行う。)
- 各チェイスの制限時間は20秒間、それぞれのチームから1人のチェイサーと1人のイヴェイダーが争う。
- チェイスで勝利した選手がイヴェイターとして残り、次のチェイスも継続参戦する。
- 負けた選手はチームメイトと交代し、交代した選手がチェイサーとなる。
- コートから出ると失格となり負け。
- 20秒間逃げ切ったイヴェイダー若しくは20秒以内にタグしたチェイサーがポイント獲得。
- 試合前に決めたチェイス数を終了した時点で得点の多いチームがそのセットの勝利となる。

マルチプレーヤー
- 4名の選手が40秒間×4ラウンドを争う。
- 各ラウンドは異なる選手がチェイサーとなる。
- 累積タグタイムが最も少ない選手が勝者。
- コートから出てしまうとタグされたとみなされる。
- タッグバック(チェイサーが前に自分をタグしたイヴェイダーをタグすること)は禁止。

シングルチェイスオフ
- 2名の選手で争い、2点以上の差をつけて最初に10点獲得した方が勝者。
- 1ゲーム2ラウンド制、1ラウンドは2ピリオド。各ピリオドに一人ずつの選手がチェイサーとして最大20秒、あるいは相手をタグするまでプレーする。
- タグを成功した選手が1ポイント獲得。ラウンドを勝った選手(つまり最短時間内にタグを成功した選手)も1ポイント獲得する。
- タッグバック(チェイサーが前に自分をタグしたイヴェイダーをタグすること)は禁止。

ウィナーステイズオン
- 2名以上の選手が、事前に決められたチェイス数またはラウンド数で行う。
- 各ラウンドは1名のチェイサーと1名のイヴェイダーが20秒間またはタグが成立するまで続く。
- チェイスでの勝者がイヴェイダーとして次のチェイスを行う。
- 1チェイスごとにタグされた選手は0ポイント、逃げ切った選手は1ポイントを獲得。
- 所定の時間またはラウンドで、最もポイントを獲得した選手が勝者。
- タッグバック(チェイサーが前に自分をタグしたイヴェイダーをタグすること)は禁止。

### 主な用語
- チェイス：一回のプレーのこと
- チェイサー：追いかける人（鬼）のこと
- イヴェイダー：逃げる側の人のこと
- タグ：チェイサーが逃げる側の人をタッチして捕獲すること
- タグコート：チェイスタグをするコート、サイズは縦横12ｍの正方形
- クリーンゲーム™：1ゲームの間、一人の選手もタグされなかった試合のこと
- カレントタグタイム：チェイサーの選手のプレーしている時間
- ジャッキング：タグを避けるために体を前または後ろに反らす動作のこと
- ジューキング：相手を異なる方向へ向かせるための「フェイント」のこと
- タグバック™：チェイサーが前に自分をタグしたイヴェイダーをタグすること

### 鉄則
- 危険なプレーは禁止。
- 足でのタッチは禁止。